# 元頊
元 頊（げん ぎょく、502年 - 530年9月4日）は、中国の北魏の皇族。東海王。字は宝意。

## 経歴
北海王元詳の子として生まれた。通直郎を初任とし、中書郎に転じ、武衛将軍・光禄少卿・黄門郎を歴任した。平北将軍・相州刺史として出向した。洛陽に召還されて大宗正卿となった。平楽県開国公に封ぜられた。528年、侍中・車騎将軍に任ぜられ、東海王に封ぜられた。中書監・左光禄大夫に転じ、尚書右僕射を兼ねた。車騎大将軍となり、侍中の位を加えられた。元頊は才幹がなかったが、皇族として若いころから重い地位についた。兄の元顥が梁軍とともに洛陽に入ると、元頊は意気揚々としていて、人々の失笑を買った。元顥が敗れると、元頊も告発を受けて捕らえられ、洛陽の市で斬られた。532年、侍中・都督雍華岐三州諸軍事・驃騎大将軍・太尉公・尚書令・雍州刺史の位を追贈された。妃の胡氏とともに山陵に合葬された。
子の元衍が東海王の爵位を嗣ぎ、東魏の武定年間に通直散騎侍郎となった。北斉が建国されると、爵位を降格された。

## 伝記資料
- 『魏書』巻二十一上 列伝第九上
- 『北史』巻十九 列伝第七
- 魏故使持節侍中太尉公尚書令驃騎大将軍都督雍華岐三州諸軍事雍州刺史東海王墓誌銘（元頊墓誌）